# Pol Pelletier
Pour les articles homonymes, voir Pelletier.
Pol Pelletier (née Nicole Pelletier, à Ottawa le 6 novembre 1947) est une femme de théâtre, auteure et pédagogue féministe québécoise.

## Biographie
Elle est née en 1947 à Ottawa, fille aînée des quatre enfants de Paul Pelletier, fonctionnaire fédéral, et de Madeleine Simard. Elle est la sœur de la journaliste Francine Pelletier. Elle fait des études de lettres françaises à l'Université d'Ottawa.
Elle décide de devenir comédienne, mais refuse les rôles de jeunes premières (« C'est amplifié son rôle de femelle, être dans une dépendance totale vis-à-vis d'un paquet d'hommes », dit-elle), et privilégie le théâtre. Elle fait ses débuts au Centre national des arts et y rencontre Jean-Pierre Ronfard, comédien qui est aussi, alors, responsable de la troupe des jeunes comédiens au Théâtre du Nouveau Monde. 
Grâce à de l'argent prêté par ses parents, elle acquiert rue Notre-Dame, près de l'hôtel de ville de Montréal, un ancien restaurant, et lance en 1975, avec quelques hommes dont Jean-Pierre Ronfard, la maison Beaujeu : restaurant au rez-de-chaussée (où elle est l'une des serveuses en dehors des heures de jeu théâtral) et théâtre expérimental à l'étage : le TEM, ou Théâtre expérimental de Montréal. En 1979, elle cofonde, avec Nicole Lecavalier et Louise Laprade,  le TEF : Théâtre expérimental des femmes (alors que Jean-Pierre Ronfard, avec notamment  Robert Claing, Robert Gravel, et Anne-Marie Provencher, lance le NTE : Nouveau Théâtre expérimental. Elle participe à l'aventure de ce TEF pendant quelques années, avec des pièces telles que La Nef des sorcières en 1976, une pièce féministe qui réunit une « salle comble et scandalisée »,. France Théoret participe aussi à l'écriture de cette pièce prétendue scandaleuse.
En 1985, elle démissionne du TEF, épuisée, ayant besoin de se ressourcer, et part en voyage pour plusieurs années en Europe et en Inde,. Le TEF devient l'Espace Go, même si ce changement de nom n'est officialisé qu'en 1991. Elle revient à Montréal à la fin des années 1980 et relance des créations théâtrales diverses, un lieu d'atelier théâtral, le Dojo, et une méthode d'apprentissage, la méthode Dojo. Dans la deuxième partie des années 2000, elle quitte le Canada pour travailler trois ans en France, de 2005 à 2008,. Puis elle revient à nouveau à Montréal,.